# Nome Dharma
Un nome Dharma o nome Dhamma o nome buddista è un nuovo nome acquisito che si riceve durante il rituale di iniziazione buddista nel Buddismo Mahāyāna o durante un'ordinazione come monaco nel Buddismo theravada (dove è più appropriato chiamarlo Dhamma o nome Sangha). Il nome è tradizionalmente dato da un monaco buddista, e viene dato a monaci, monache e laici appena ordinati.
La maggior parte dei famosi insegnanti buddisti è nota per aver avuto diversi nomi Dharma nel corso della loro carriera, e spesso ogni nome rappresenta una fase della loro carriera. Ad esempio, il principe Shotoku era anche conosciuto come "principe Umayado" e "principe Kamitsumiya". 
Se il novizio non ha alcun legame con il maestro monastico e la cerimonia è pubblica con i fedeli presenti, il nuovo nome tenderà a riflettere il lignaggio o la tradizione piuttosto che la singola persona. Quando il nome è dato da un monaco che conosce il novizio, il nome è spesso fatto su misura.
I nomi del Dharma sono generalmente dati nella lingua del particolare sangha a cui viene conferito il nome.

## Pratiche regionali

### Birmania
Nel buddismo birmano, i nomi Dhamma (bwe) sono in pali e scelti dal monaco capo del monastero dove avviene l'ordinazione. Per selezionare il nome viene utilizzato il tradizionale sistema di denominazione birmano, in cui il giorno di nascita del monaco stabilisce la prima lettera del proprio nome.

### Cina
In Cina, i monaci e le monache ordinati adottano il cognome "Shì" (釋) come in Shijiamouni (釋迦牟尼), la traslitterazione cinese di Shakyamuni Buddha. Anche il Vietnam segue questa tradizione, con monaci e monache che sostituiscono il loro cognome con "Thich" come in Thích Ca Mâu Ni , il nome sino-vietnamita di Shakyamuni.
Nella tradizione cinese del Buddismo Mahāyāna, il nome dharma ricevuto all'ordinazione può riflettere il lignaggio trasmesso da maestro a discepolo, da qui l'esistenza di diversi nomi dharma: un nome usato in pubblico, un secondo nome che riflette il lignaggio trasmesso, ed eventualmente un terzo nome.
Nel Tempio Shaolin, ogni generazione prende la prima parte del proprio nome da una poesia di 70 caratteri scritta da Xueting Fuyu. Ad esempio, il 32° carattere del poema è "xíng" (行), quindi tutti i monaci e discepoli del Tempio Shaolin della 32ª generazione prendono un nome che inizia con Shi Xing.

### Tibet
Alle persone che seguono la tradizione Karma Kagyu del buddismo tibetano viene spesso dato il nome Karma.

### Giappone
In Giappone, a parte il normale uso dei nomi dharma sia per i monaci che per i laici, anche ai defunti viene tradizionalmente assegnato un nome dharma (戒名, kaimyō, letteralmente "nome precetto") scritto in caratteri kanji dal sacerdote. Questo nome buddista postumo dovrebbe impedire il ritorno del defunto se viene chiamato il suo nome. La lunghezza del nome dipende o dalla virtù che la persona ha dimostrato nella sua vita o, più comunemente, dall'importanza dei doni al tempio fatti dalla sua famiglia. La gamma di nomi varia dal più comune al più sofisticato che può costare un milione di yen o più. I prezzi elevati praticati dai templi sono molto controversi in Giappone, con alcuni templi che fanno persino pressione sulle famiglie per l'acquisto di un nome più costoso. I caratteri kanji usati per questi kaimyō sono generalmente molto antichi e rari, quindi poche persone oggi (a parte i cinesi) sanno come leggerli.